# Aphilopota decepta
Aphilopota decepta är en fjärilsart som beskrevs av Antonius Johannes Theodorus Janse 1932. Aphilopota decepta ingår i släktet Aphilopota och familjen mätare. Inga underarter finns listade i Catalogue of Life.